# Wangenbourg-Engenthal
Wangenbourg-Engenthal (deutsch Wangenburg-Engental) ist eine französische Gemeinde und ein Fremdenverkehrsort mit 1337 Einwohnern (Stand 1. Januar 2021) im Département Bas-Rhin in der Europäischen Gebietskörperschaft Elsass und in der Region Grand Est.

## Geografie
Wangenbourg-Engenthal liegt in den Mittelvogesen am Oberlauf der Mossig und grenzt an das Département Moselle. Die höchste Erhebung ist der 961 Meter hohe Schneeberg. Das Straßendorf ist durch die Departementsstraße D 218 ans Verkehrsnetz angeschlossen. Dort verläuft auch die Route de Bois. Im Südwesten befindet sich der Forêt Domaniale d'Engenthal, im Osten der Forêt Domaniale de la Mossig.
Zu Wangenbourg-Engenthal gehören die Ortsteile Engenthal-le-Bas, Engenthal-le-Haut, Freudeneck, les Huttes, Obersteigen, Schneethal, Windsbourg und Wolfsthal.

## Geschichte
Im 12. Jahrhundert stifteten die Grafen von Dagsburg das Kloster Obersteigen mit einem Hospiz, um Pilger auf ihrem Weg über die Zaberner Steige zu versorgen. Es blühte im 13. Jahrhundert auf, wurde aber im Jahre 1303 nach Zabern verlegt.
Am 1. November 1974 fusionierten die Gemeinden Wangenbourg und Engenthal zu einer Gemeinde. Sie gehörte dem 1992 gegründeten Gemeindeverband Communauté de communes des Coteaux de la Mossig an, der 2017 in der Communauté de communes de la Mossig et du Vignoble aufging.

## Bevölkerungsentwicklung
| Jahr      | 1962 | 1968 | 1975 | 1982 | 1990 | 1999 | 2006 | 2017 |
| Einwohner | 1166 | 1218 | 1244 | 1176 | 1159 | 1182 | 1361 | 1354 |

## Sehenswürdigkeiten

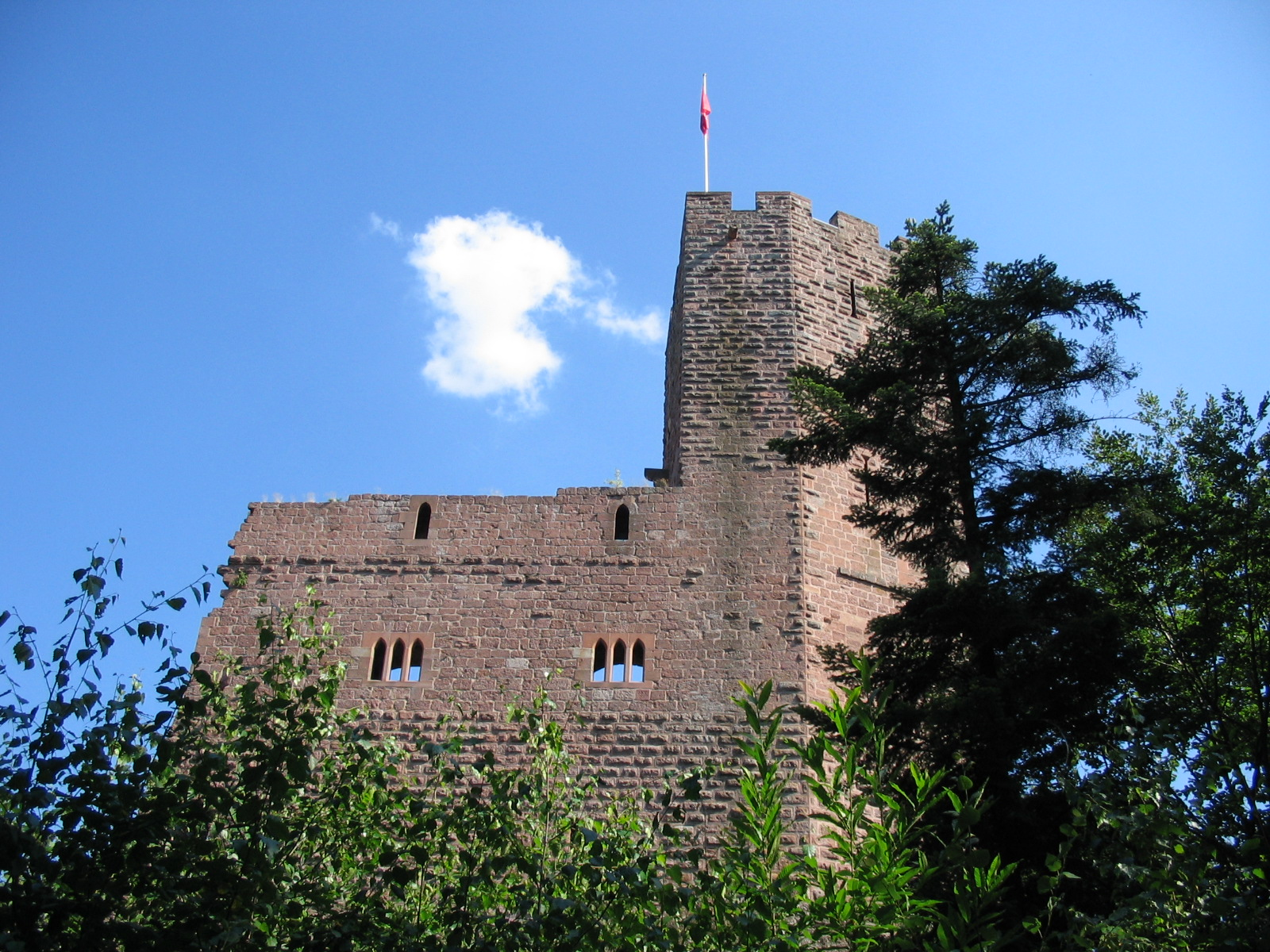
Burgruine Wangenburg

- Wangenburg, restaurierte Burgruine aus dem 13. bis 16. Jahrhundert
- Romanische Kapelle Sainte-Marie-de-l'Assomption des 1303 nach Zabern verlegten ehemaligen Augustinerklosters Obersteigen im Weiler Obersteigen
- siehe auch: Liste der Monuments historiques in Wangenbourg-Engenthal

## Gemeindepartnerschaften
Seit 1990 pflegt Wangenbourg-Engenthal eine Gemeindepartnerschaft mit Lanvallay in der Bretagne.